# Heyrovskaya
Heyrovskaya là một chi bọ cánh cứng trong họ Chrysomelidae.
Chi này được miêu tả khoa học năm 1968 bởi Madar & Madar.

## Các loài
Các loài trong chi này gồm:
- Heyrovskaya gomerensis Gruev & Petitpierre, 1979
- Heyrovskaya oromii Gruev & Petitpierre, 1979